# John Morris (filmskapare)
John William Morris, född 23 februari 1969 i Elmhurst i Illinois, är en amerikansk manusförfattare och producent. Han är bland annat känd för sina samarbeten med Sean Anders i Spirited från 2022, Daddy's Home från 2015 och Familjetrippen från 2013. Han har också skrivit manus till andra filmer som Hot Tub Time Machine och I min vildaste fantasi från 2010, Poppers pingviner från 2011, Horrible Bosses 2 och Dum & dummare 2 från 2014 och Instant Family från 2018.

## Filmografi (i urval)
| 2008 | Sex Drive              | Ja  | Ja       | [ 1 ]  |
| 2010 | Hot Tub Time Machine   | Ja  | Ja       |        |
| 2010 | I min vildaste fantasi | Ja  | Nej      | [ 2 ]  |
| 2011 | Poppers pingviner      | Ja  | Nej      | [ 3 ]  |
| 2012 | That's My Boy          | Nej | Exekutiv | [ 10 ] |
| 2013 | Familjetrippen         | Ja  | Nej      |        |
| 2014 | Horrible Bosses 2      | Ja  | Ja       |        |
| 2014 | Dum & dummare 2        | Ja  | Nej      | [ 6 ]  |
| 2015 | Daddy's Home           | Ja  | Ja       |        |
| 2017 | Daddy's Home 2         | Ja  | Ja       |        |
| 2018 | Instant Family         | Ja  | Ja       |        |
| 2019 | Countdown              | Nej | Ja       | [ 11 ] |
| 2022 | Spirited               | Ja  | Ja       |        |